# .sy

Liczba stron przypisanych do domeny krajowej .sy

.sy – domena internetowa przypisana od roku 1996 do Syrii i administrowana przez Syrian Telecommunications Establishment.

## Domeny drugiego poziomu
- .edu.sy;
- .gov.sy;
- .net.sy;
- .mil.sy;
- .com.sy;
- .org.sy;
- .news.sy;

Brak danych dotyczących zastosowania subdomen.